# Bombardements d'Odessa (2022-2024)
Pour un article plus général, voir Campagne du Sud de l'Ukraine.
Invasion de l'Ukraine par la Russie de 2022
Batailles
Offensive de Kiev (Jytomyr, Kiev) : 
- 1re Hostomel
- Tchernobyl
- Ivankiv
- Kiev
- 2e Hostomel
- Vassylkiv
- Boutcha
- Irpin
  - Bombardement de réfugiés
- Jytomyr
- Mochtchoun
- Makariv
- Brovary

Offensive du Nord (Tchernihiv, Soumy) :
- Hloukhiv
- Slavoutytch
- Bombardements
- Soumy
- Trostianets
- Tchernihiv
- Okhtyrka
- Lebedyn
- Konotop
- Romny
- Desna
- Escarmouches frontalières

Russie  (Briansk, Belgorod) :
- Incursions en Russie occidentale
  - Oblast de Briansk
  - Oblasts de Belgorod et de Koursk
    - Incursions de 2024

  - Bombardement de Belgorod
- Oblast de Koursk (août 2024)

Campagne de l'Est (Donetsk, Louhansk, Kharkiv)
Kharkiv :
- 1re Kharkiv
  - Tchouhouïv
  - Bombardements : en février
  - en mars
  - en avril
  - du bâtiment administratif
- Izioum
- 2e Kharkiv
  - Balaklia
  - 1re Koupiansk
  - Chevtchenkove
- 3e Kharkiv

Nord du Donbass:
- Starobilsk
- Sloviansk
  - Dovhenke
  - 1re Lyman
  - Sviatohirsk
  - Bohorodychne et Krasnopillia
  - Bombardements : Bilohorivka
  - Kramatorsk
- Sievierodonetsk
  - Kreminna
  - Donets
  - Roubijné
  - Popasna
  - Tochkivka
  - Massacre
- Lyssytchansk
- 2e Kharkiv
  - Balaklia
  - 1re Koupiansk
  - Chevtchenkove
  - 2e Lyman
- Oblast de Louhansk
  - Ligne Svatove-Kreminna
  - Serebryansky
  - 2e Koupiansk

 Centre du Donbass:
- Horlivka
- Popasna
- Svitlodarsk
- Bakhmout
  - Soledar
- Siversk
- Tchassiv Iar
- Toretsk

Sud du Donbass :
- Volnovakha
- Marioupol
  - Bombardements : de l'hôpital
  - du théâtre
  - de l'école d'art
- Pisky
- Vouhledar
  - Pavlivka
- Marïnka
- Contre-offensive de 2023
- Avdiïvka
- Novomykhaïlivka
- Pokrovsk
  - Krasnohorivka
  - Toretsk
- Bombardements :
- Makiïvka
- Donetsk

Campagne du Sud (Mykolaïv, Kherson, Zaporijjia)
- 1re Kherson
- Odessa
- Melitopol
- Mykolaïv
  - Bombardements : à fragmentation
  - du bâtiment administratif
- 1re Berdiansk
- Zaporijjia
- Tchornobaïvka
- Enerhodar
- Voznessensk
- Houliaïpole
- Davydiv Brid
- 2e Berdiansk
- Nova Kakhovka
- 2e Kherson
  - Doudtchany
- Dniepr
- Tchoulakivka
- Contre-offensive de 2023
  - Robotyne

Frappes aériennes dans l'Ouest et le Centre de l'Ukraine
- Lviv (02/2022)
- Vinnytsia (03/2022)
- Yavoriv (03/2022)
- Deliatyne (03/2022)
- Dnipro

Guerre navale
- Île des Serpents (02/2022)
- Moskva (04/2022)

Attaques en Crimée
- Novofedorivka (08/2022)
- Djankoï (08/2022)
- Pont de Crimée (10/2022)
- Base navale de Sébastopol (10/2022)
- Pont de Crimée (07/2023)
- Base navale de Sébastopol (09/2023)

Débordement
- Aéroport de Millerovo
- Sabotages en Russie
- Attaques en Transnistrie
- Sabotage des gazoducs Nord Stream
- Terrain d'entraînement militaire de Soloti
- Explosions en Pologne
- Bases aériennes de Dyagilevo et Engels-2
- Base aérienne de Minsk-Matchoulichtchi
- Crise russo-moldave de 2023
  - Accusations de tentative de coup d'État en Moldavie
- Incident de drone de 2023 en mer Noire
- Rébellion du groupe Wagner

Massacres
- Tchernihiv
- Boutcha
- Borodianka
- Olenivka
- Izioum

Les bombardements d'Odessa sont une suite de bombardements de la ville se déroulant lors de l'offensive du sud de l'Ukraine de l'invasion russe de l'Ukraine en 2022. La ville et la région environnante ont été bombardées par les forces russes à plusieurs reprises depuis le début du conflit. Les tirs proviennent principalement des navires de guerre russes situés au large d'Odessa sur la mer Noire et tuant de nombreux civils. La ville a également été ciblée par des missiles de croisière russes.

## Chronologie

### 2022

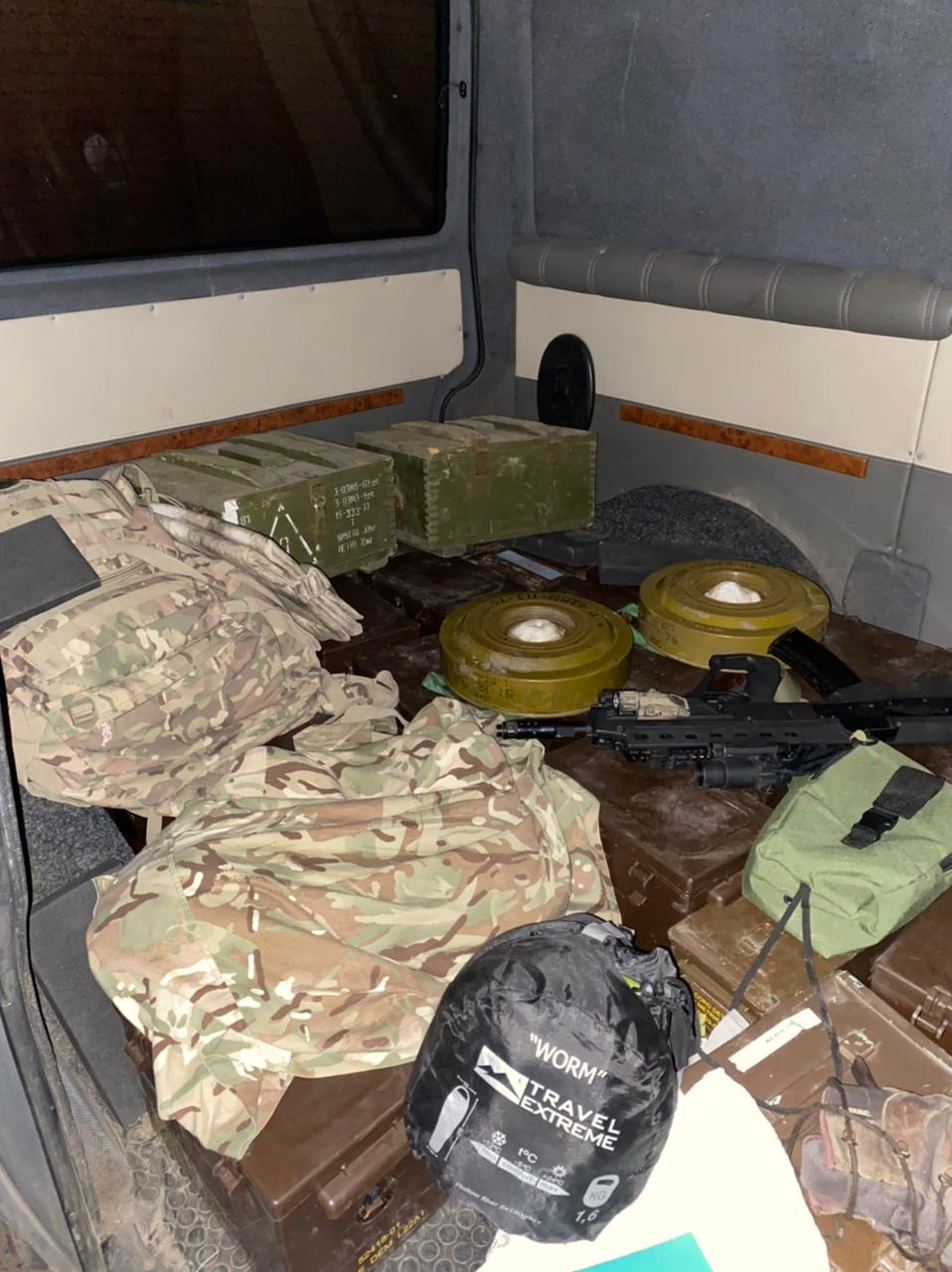
Matériel saisi aux saboteurs russes présumés à Odessa, le 27 février

Les premières frappes aériennes russes contre Odessa ont eu lieu le premier jour de l'invasion, tôt le 24 février 2022, ciblant les entrepôts de la ville. Un avion de chasse de l’armée de l'air russe, un Sukhoi Su-30, a été abattu au-dessus d'Odessa lors des frappes aériennes initiales. Les saboteurs russes avaient commencé à opérer à Odessa le 27 février, les autorités ukrainiennes les ayant arrêtés et confisquant leur équipement. Les trains d'évacuation ont commencé à évacuer les civils de la ville vers l'ouest à Tchernivtsi et Oujhorod (oblast de Transcarpatie) proches de la frontière polonaise, le 2 mars, et d'autres trains d'évacuation ont opéré le 8 mars.
Plusieurs navires de guerre russes ont mouillé au large d'Odessa afin de planifier une invasion de la côte dans cette zone. Cependant, le 28 février, les navires ont commencé à se retirer au large. Des marins russes conscrits à bord des navires avaient organisé une tentative de mutinerie contre les plans d'envahir la côte d'Odessa autour de la plage de Luzanivka, forçant l'invasion prévue à être abandonnée.
Vers midi, heure locale, le 2 mars, les forces russes ont bombardé le village de Dachne au nord-ouest d'Odessa, endommageant un gazoduc et incendiant neuf maisons et un garage. Cela a été suivi le 3 mars par le bombardement des villages voisins de Zatoka et Bilenke, tuant au moins un civil dans ce dernier village. Des navires de guerre russes ont également bombardé le navire civil ukrainien Helt dans le port d'Odessa, le coulant. Plus tard dans la soirée, des saboteurs russes ont piraté les sites Web du gouvernement local à Odessa, publiant de fausses nouvelles au sujet d'une prétendue capitulation ukrainienne devant les Russes.
Les forces de défense aérienne ukrainiennes à Odessa ont abattu des avions de combat russes le 3 mars au-dessus de Bilhorod-Dnistrovskyi ; le pilote a réussi à s'éjecter en toute sécurité; et de nouveau le 5 mars au-dessus de la ville d'Odessa. Une nouvelle brigade des Forces de Défense territoriales d'Ukraine a été fondée à Odessa le 8 mars, après les premières plaintes de civils de la ville souhaitant rejoindre les Forces de Défense d'un manque d'organisation en tant que ils ont été renvoyés chez eux sans armes.
Les attaques russes à Odessa se sont intensifiées vers la fin mars. Dans la matinée du 21 mars, des navires de guerre russes sont réapparus au large et ont commencé à bombarder des cibles à Odessa, y compris le port, avant que l'artillerie côtière ukrainienne ne riposte et ne les repousse au large sur la mer Noire. Le 25 mars, les défenses aériennes ukrainiennes ont abattu trois missiles de croisière au-dessus de la mer Noire qui étaient en route pour frapper des cibles à Odessa et dans ses environs. Deux autres missiles de croisière russes ont été abattus au large d'Odessa le 27 mars, bien que la ville ait ensuite été la cible de tirs nourris de mortier, selon une déclaration sur Telegram de Sergueï Bratchuk, porte-parole de l'administration militaire d'Odessa.
Le 23 avril 2022, une frappe de missile russe touche une installation militaire et deux bâtiments résidentiels, tuant huit civils et en blessant 18 ou 20, selon l'Ukraine. La Russie confirme l'attaque qui a ciblé un terminal logistique sur un aérodrome militaire abritant des armes américaines et européennes données à l'Ukraine.
Le 27 avril 2022, les forces russes attaquent le pont de Zatoka dans le but de couper la ville d'Odessa du reste du pays à l'est du Dniestr.
Le 1er mai 2022, le président ukrainien Zelensky annonce la destruction par les forces russes d'une piste nouvellement construite de l'aéroport d'Odessa à l'aide d'un missile K-300P Bastion-P. La ville est de nouveau bombardée le 7 mai, quatre missiles touchant un bâtiment civil et deux autres l'aéroport de la ville. Le 7 mai, un hélicoptère Mil Mi-14 de l'aviation navale ukrainienne est abattu près d'Odessa par un chasseur russe lors d'une mission sur l’île des Serpents, provoquant la mort de cinq militaires,,.
Le 9 mai 2022, la Russie tire trois missiles Kinjal sur l'oblast d'Odessa alors que le président du Conseil européen Charles Michel, accompagné du Premier ministre ukrainien Denys Chmyhal, étaient en visite dans la région. Ceux-ci ont dû se réfugier dans un abri antiaérien. Dans la soirée, les troupes russes tirent des roquettes sur trois entrepôts à Odessa et sur un centre commercial dans le village de Fontanka, une localité en banlieue de la ville. Une personne est tuée et deux personnes sont blessées dans les entrepôts, trois autres sont blessées dans le centre commercial.
Dans la nuit du 30 juin au 1er juillet 2022, trois missiles Kh-22 tirés par des bombardiers stratégiques Tu-22M tombent sur un immeuble de 9 étages et un centre de loisirs dans la localité de Serhiïvka. Au moins 21 personnes sont tuées et plus de 38 autres blessées,.
Le 23 juillet 2022, moins d'un jour après la signature d'un accord d'exportation des céréales de l'Ukraine, la Russie lance des missiles Kalibr sur le port d'Odessa. Selon l'Ukraine, deux des quatre missiles sont interceptés. Selon des responsables russes lors d'une interview sur une chaine d'information turque, la Russie n'a « rien à voir » avec la frappe de missiles. Cependant le lendemain, Igor Konachenkov, un porte-parole du ministère russe de la Défense, confirme la frappe en revendiquant un navire de guerre ukrainien et un entrepôt de missiles détruits.
Au 26 juillet 2022, à la suite d'attaques multiples à la roquette sur Odessa, onze civils sont dénombrés tués : huit (dont une fillette de trois mois) à la suite d'une explosion dans le complexe résidentiel « Tiras » le 23 avril ; un adolescent lors d'une attaque contre un dortoir le 2 mai, un employé d'un entrepôt lors de l'attaque du quartier Souvorovsky à Odessa le 9 mai ; et un gardien d'un entrepôt le 20 juin.

### 2023

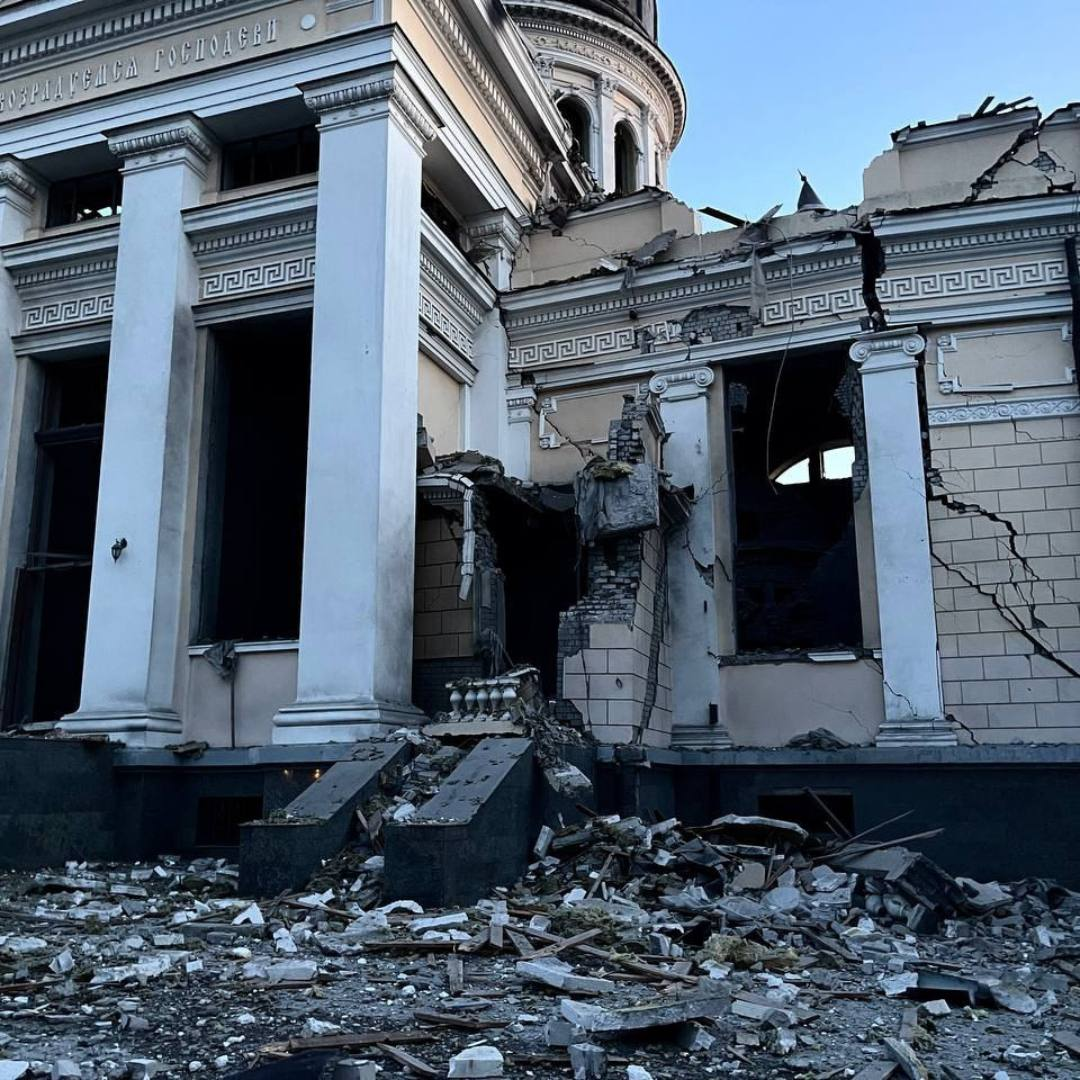
La cathédrale de la Transfiguration après l'attaque au missile du 23 juillet 2023.

Dans la nuit du 19 juillet 2023, la Russie mène de nouvelles attaques de missiles et de drones contre le port d'Odessa après s'être retirée de l'Initiative céréalière de la mer Noire. Les terminaux céréaliers et pétroliers sont endommagés. Le ministère ukrainien de l'Agriculture affirme que 60 000 tonnes de céréales ont été détruites lors des attaques.
Dans la nuit du 20 juillet, une nouvelle attaque détruit un bâtiment administratif à Odessa et des bâtiments de stockage dans la région. Entre autres, le bâtiment du consulat général de Chine et trois musées dans la zone tampon du site du patrimoine mondial du « centre historique d'Odessa » (archéologique, maritime et musée de la littérature) sont endommagés. L'UNESCO condamne notamment l'attaque,.
Les 22 et 23 juillet, des missiles russes visent de nouveau la ville, y compris son centre historique. Vingt-cinq monuments architecturaux sont endommagés selon les autorités locales. La cathédrale de la Transfiguration, la plus grande de la ville, est partiellement détruite. La cathédrale appartenait à l'Église orthodoxe ukrainienne du patriarcat de Moscou, dont le siège est en Russie,. La maison des Scientifiques est également gravement endommagée. Au moins 6 bâtiments résidentiels ont été touchés ; une personne a été tuée et 19 autres blessées.

### 2024
Le 2 mars 2024, un drone est tombé dans une des zones résidentielles d'Odessa, frappant un immeuble de 9 étages. Une partie de l'entrée de 18 appartements a été détruite. Le bilan est de huit morts, dont un bébé de 3 mois et un enfant de 3 ans.
Le 6 mars 2024, les missiles russes tirés sur Odessa ont manqué de peu le cortège du président Zelensky, dans ce qui est considéré comme une tentative d’émimination. Les missiles ont atterri à environ 150 mètres du président Zelensky et du Premier ministre grec Kyriákos Mitsotákis et a tué cinq personnes,.
- Immeuble résidentiel à Odessa après l'attaque du 2 mars 2024